# 岛盖
岛盖（英文：Operculum），可分为额叶岛盖、颞叶岛盖或顶叶岛盖，共同覆盖大脑皮层中的岛叶。

## 结构
岛盖覆盖岛叶，后者是大脑皮层的一处内陷结构，埋藏在外侧沟深处。其中，额顶叶岛盖（frontoparietal operculum）位于中央前回和中央后回上。
胎儿一般在母体怀孕第20-22周开始形成岛盖，其中在产前发育第14-16周时，大脑表面开始出现相关的内陷结构。

## 功能
额叶岛盖与思考、认知以及规划行为紧密相关。颞叶岛盖包含颞横回，与听觉相关。额顶叶岛盖与味觉品质、初级感觉以及运动功能相关。